# Font de Santa Rita (Olot)
|  | Per a altres significats, vegeu «Font de Santa Rita (desambiguació)». |

La Font de Santa Rita és una font d'Olot (Garrotxa) protegida com a Bé Cultural d'Interès Local.

## Descripció
Es tracta d'una font excavada a la roca basàltica utilitzant pedra volcànica com a material constructiu de murs, bancs i paviments. Defineix un lloc de parada i estada al costat del riu Fluvià entre la font de la Gruta i la passera del Mas Tossols fins a les gorges del Collell. Al 1889 ja figurava a l'índex de "Les nostres fonts". Damunt del raig hi ha gravat a la pedra la data 18 de novembre de 1931 i fou restaurada al 1996. El cabal d'aigua no és constant. Era un dels indrets més concorreguts pels olotins des de Sant Roc.